# えなりかずきの一休さん
『えなりかずきの一休さん』（えなりかずきのいっきゅうさん）は、2004年1月8日にフジテレビ系列で放送されたテレビドラマ。えなりかずきの冠番組。

## 概要
かつて1985年・1986年の2回に渡って『月曜ドラマランド』で放送された『一休さん』の、17年3ヶ月ぶりの新作で、21世紀では初の放送。
それまで1985年版では富田靖子、1986年版では浅香唯と、女優が一休を演じていたのに対し、本作では初めて男優が演じ、更に正月番組として放送されたのも初（にして最後）、そして最大の特色は、それまでの作品が原作や、それを元にしたテレビアニメが室町時代を舞台にしていたのに対し、本作は一休が室町時代から現代（2004年）にタイムスリップしたという、SF的な内容となっている。

## 放送時間
木曜19:00 - 20:54（JST）
- 19:00の『クイズ$ミリオネア』と19:57の『奇跡体験!アンビリバボー』は休止。

## 出演者
- 一休さん：えなりかずき
- 母を助けるために高麗ニンジンを手に入れようと苦心すると、タイムトンネルで平成時代にやってきた。
- 蜷川新右衛門／蜷川新先生：石黒賢
- 室町幕府の官僚だが、一休は平成時代で似た顔の教師に出会う。
- 大黒屋番頭／坂東先生：田口浩正
- 一休の時代の商人
- 飯塚由紀江：伊藤かずえ
- 雄太の母
- 藤堂華子：阿知波悟美
- 裕太をいじめていたクラスメートの母で、一休にもケチをつけるが…あるタイミングで敗北。
- 伊予の局：藤あや子（特別出演）
- 一休の知人
- 浮浪者：竹中直人（特別出演）
- 一休が服を施そうとして「余計なことするな」と逆に説教した。
- 姫様：白石美帆（特別出演）
- 室町時代の将軍の娘？
- 女官：虻川美穂子・伊藤さおり（北陽）
- 姫様の家来
- 飯塚裕太：宮田雄史
- 一休が平成時代で出会った小学生男子で、仲良くなる。
- 警官・小柳：Bro.TOM（友情出演）
- 警官・吉田：吉田建（友情出演）
- 警官・立川：立川政市
- 一休を不審者扱いして追跡しようとする。
- 大黒屋／大黒教頭：生瀬勝久
- 一休に高麗ニンジンを売り惜しみ、煙に巻いた。
- 相川裕滋
- 井村空美
- ほか

## スタッフ
- 脚本：川嶋澄乃
- 演出：平野眞
- 制作：フジテレビ